# Fotometria
|  | Per a altres significats, vegeu «Fotometria (Òptica)». |

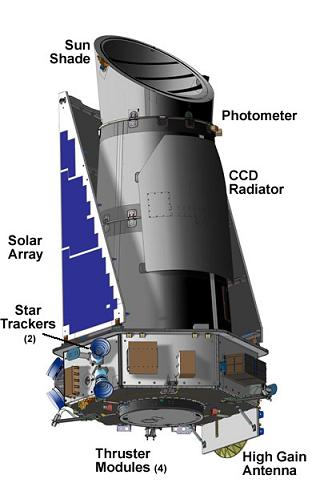
Fotòmetre espacial de la missió Kepler

La fotometria és una tècnica utilitzada en astronomia per a mesurar el flux o la intensitat de la radiació electromagnètica de diferents astres: estrelles, planetes, satèl·lits, asteroides, cometes, etc. L'escala de lluentors (intensitat lluminosa) de les estrelles va ser establerta per l'astrònom grec Hiparc de Nicea, qui va dividir aquestes lluentors en cinc graus o magnituds; més tard, amb la invenció del telescopi per Galileu en 1609, es va ampliar l'escala per a incloure aquests astres telescòpics, invisibles a l'ull humà per la seva extrema debilitat.
Els astres més brillants (com el Sol) tenen magnitud negativa mentre que els més febles la tenen positiva, sent aquesta tant major com més febles són: el Sol té magnitud -26,8, Sírius -1,5, l'Estrella Polar 2,12, Urà 5,8, Neptú 7,2 i Plutó 13,6. Les estrelles més febles que un telescopi professional pot capturar és superior a la 25.
En el segle xix Norman Pogson va determinar correctament l'escala de magnituds, de tal manera que el salt d'una magnitud a altra (per exemple de la 1a a la 2a, o de la 2a a la 3a) correspon a un canvi igual a 2,512 vegades, sent aquest valor l'arrel cinquena de 100.
Existeixen diferents mètodes: fotometria visual, fotogràfica, amb fotòmetre fotoelèctric (fotometria fotoelèctrica) i més recent amb càmeres CCD (fotometria CCD); tots ells treballen en diferents bandes (Banda V, Banda B, etc.) segons el filtre utilitzat a l'efectuar els mesuraments.
Per a efectuar aquests mesuraments s'han definit uns sistemes fotomètrics, els més coneguts dels quals són el UBV de W. W. Morgan i Harold Johnson i el UBVRI de A. Cousins i J. Menzies.
Si la precisió amb la qual es mesuraven les magnituds a mitjan segle xx era d'una centèsima, amb l'ús de la fotometria CCD s'ha ampliat aquesta precisió a mil·lèsimes de magnitud (en 2006 a deumil·lèsimes de magnitud, en un estudi fotomètric del cúmul obert M67).

## Aplicacions
Els mesuraments fotomètrics es poden combinar amb la llei de la inversa del quadrat per a determinar la lluminositat d'un objecte si es coneix la seva distància, o la distància si es coneix la seva lluminositat. També es poden determinar altres propietats físiques com la temperatura o la composició química a través d'espectrofotometria de banda ampla o estreta. Normalment els mesuraments fotomètrics de diferents objectes obtinguts a través de dos filtres es dibuixen en una diagrama de color-magnitud, que és la versió del diagrama de Hertzprung-Russell per a les estrelles. La fotometria també s'utilitza per a l'estudi de les variacions de llum de les estrelles variables, planetes menors, galàxia activa i supernoves o per a detectar planetes extrasolars en trànsit. Els mesuraments d'aquestes variacions es poden utilitzar, per exemple, per a determinar el període orbital i els radis dels membres d'un sistema d'estrelles binàries eclipsants, el període de rotació d'un planeta menor o una estrella, o la producció total d'energia d'una supernova.